# Schizaphis priori
Schizaphis priori är en insektsart. Schizaphis priori ingår i släktet Schizaphis och familjen långrörsbladlöss. Inga underarter finns listade i Catalogue of Life.